# رونالدو شيافي
رونالدو شيافي (بالإسبانية: Rolando Schiavi)‏ (18 يناير 1973 بلينكولن في الأرجنتين - ) هو لاعب كرة قدم أرجنتيني في مركز قلب الدفاع. شارك مع منتخب الأرجنتين لكرة القدم. أما مع النوادي، فقد لعب مع أرجنتينوس جونيورز وإستوديانتيس دي لا بلاتا وبوكا جونيورز وشانغهاي غرينلاند شينهوا وغريميو بورتو أليغرينزي ونادي إيركوليس ونيولز أولد بويز وClub Rivadavia ‏ ونادي أتلتيكو أرجنتينو.

## وصلات خارجية
- رونالدو شيافي على موقع الاتحاد الدولي (مؤرشف)  (الإنجليزية)
- رونالدو شيافي على موقع الاتحاد الأوربي (الإنجليزية)
- رونالدو شيافي على موقع قاعدة بيانات كرة القدم.إي يو (الإنجليزية)
- رونالدو شيافي على موقع ناشيونال فوتبول تيمز (الإنجليزية)
- رونالدو شيافي على موقع Soccerway.com (الإنجليزية)
- رونالدو شيافي على موقع عالم كرة القدم.نت (الإنجليزية)